# Rosamunde (vrouw van Alboin)
Rosamunde  (540 - Ravenna, augustus 572/573) was de dochter van de Gepidische koning Cunimund, ze was tevens de gemalin van de Longobardische koning Alboin en later van Helmichis.
De voornaamste informatie die we over deze vrouw kennen, komt uit het historisch werk van Paulus Diaconus over de geschiedenis van de Longobarden: Historia Longobardorum. Rosamunde was de vrouw van koning Alboin. Alboin vermoordde de vader van Rosamunde; uit wraak deed Rosamunde later hetzelfde met haar echtgenoot. Nadat ze Alboin had vermoord, trouwde ze met Helmichis en vluchtte naar Ravenna, waar het koninkrijk van Longinus gevestigd was. Rosamunde liet er haar oog vallen op Longinus en vergiftigde Helmichis, opdat ze met Longinus zou kunnen trouwen. Helmichis had Rosamundes plannetje tijdens het drinken door, en dwong zijn vrouw de rest van het gif op te drinken. Beiden stierven. 
Er zijn later verschillende toneelstukken over deze verhaalstof geschreven. Vooral in de Renaissance was deze geschiedenis zeer populair bij toneelauteurs. In 1621 kwam het in het Latijn geschreven drama Rosimunda tragoedia van Jacob Van Zevecote uit. In 1629 verscheen het Engelse stuk The Tragedy of Albouin, king of the Lombards van William Davenant. 
In 1961 verscheen er een film van Campogalliani over de geschiedenis van Rosamunde en Alboin: Rosamunda e Alboino.